# Miyagawa Isshō

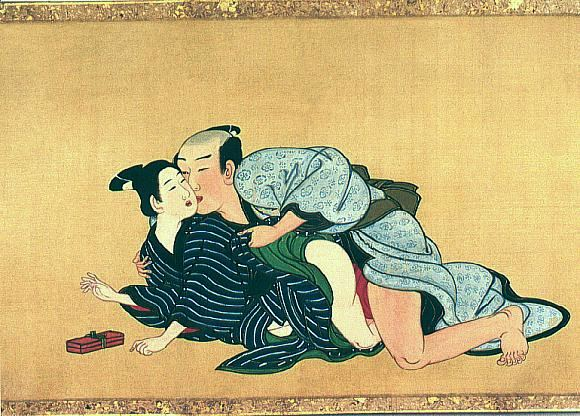
Uno shunga di Isshō

Miyagawa Isshō (宮川一笑?; 1689 – 1779) è stato un pittore giapponese in stile ukiyo-e, raffigurante principalmente attori kabuki, geisha, lottatori di sumo, ed altri elementi della cultura urbana di tutti i giorni.

## Biografia
Fu allievo di Miyagawa Chōshun (1682–1752), il quale, a sua volta, è stato influenzato dalle opere di Hishikawa Moronobu. Come molti altri artisti di ukiyo-e, anche Issho ha prodotto una serie di shunga, dipinti di scene erotiche.
Issho è conosciuto per essere stato bandito da Edo nel 1752, insieme al suo padrone Chōshun; ciò è avvenuto dopo una disputa che sorse sopra il pagamento di una commissione di pittura in quel di Nikkō. Un gruppetto di artisti conosciuti per esser parte detta scuola Kanō ha commissionato a Chōshun di dipingere alcune delle pareti del Santuario di Nikko, ma poi questi ha rifiutato poiché non erano più in grado di pagarlo. A seguito del mancato pagamento delle prestazioni effettuate, il maestro Chōshun fu coinvolto in una rissa con colui che li avevano ingaggiato, rimanendo ferito alla testa. Il figlio maggiore di Chōshun decise di vendicare l'offesa al padre, uccidendo l'insolvente e tre suoi allievi.
Chōshun venne esiliato da Edo insieme al suo pupillo Miyagawa Isshō a Nii-jima, isola al largo della penisola di Izu. Mentre il maestro venne poi graziato, Isshō restò lì confinato, lavorando per i locali e morendovi nel 1779.

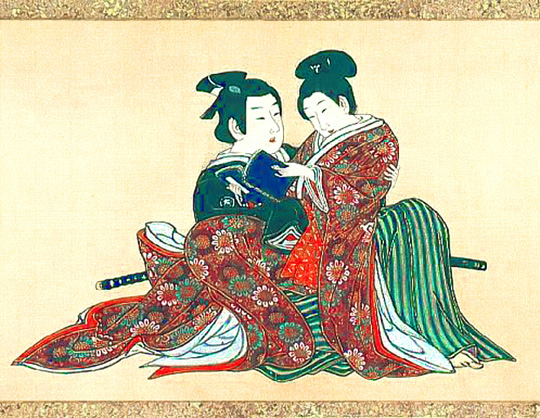
Uno shunga erotico di matrice omoerotico di Isshō.
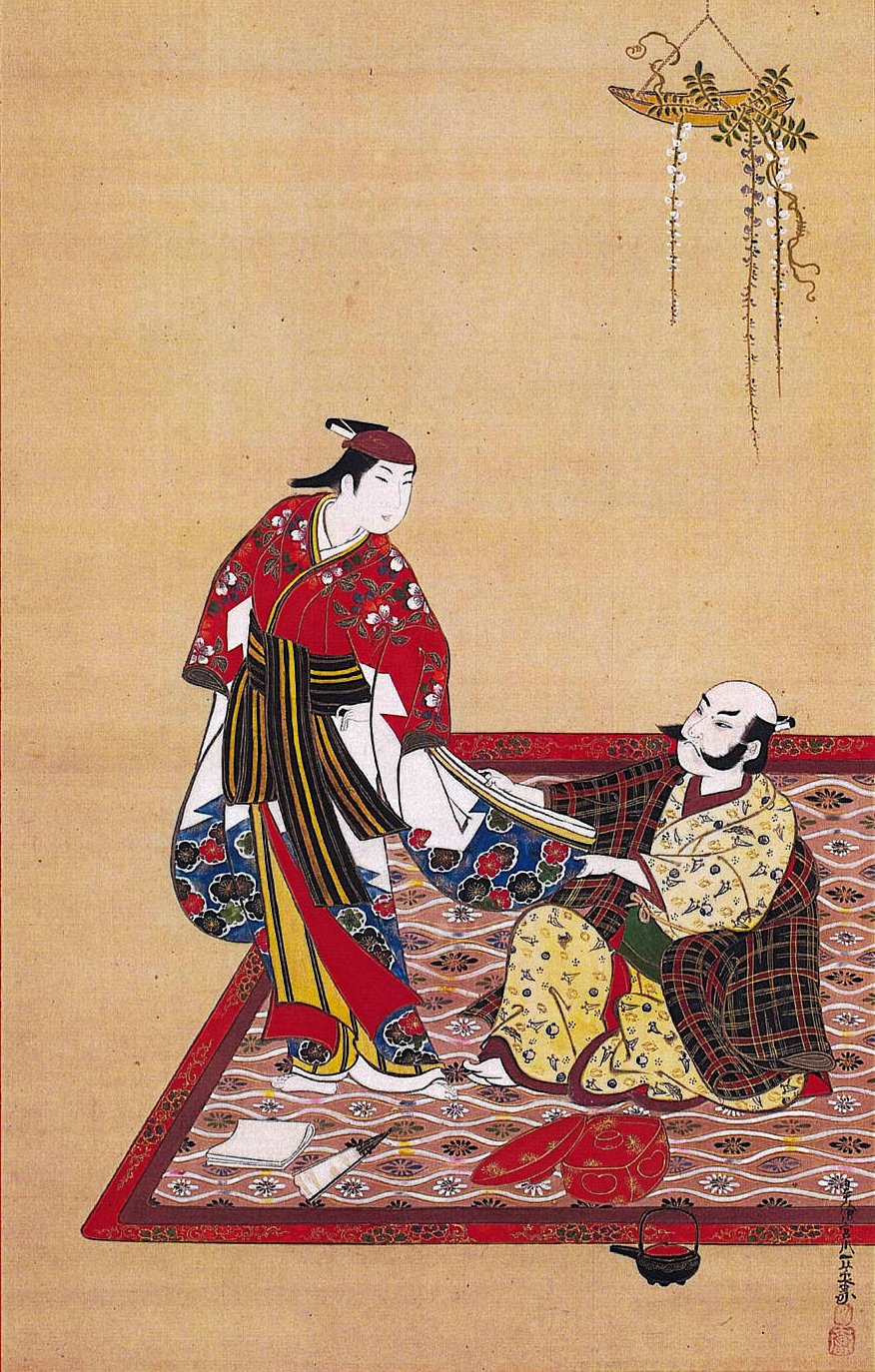
1736-44.
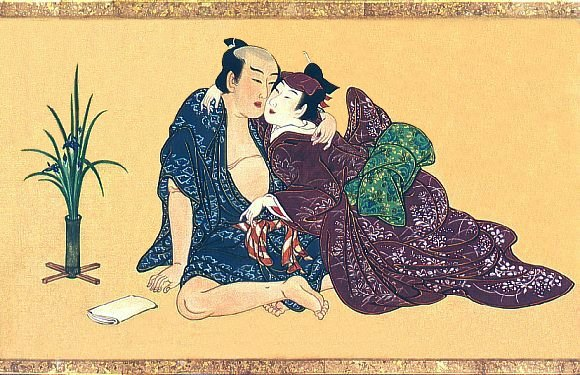
Parte della serie "Passatempi di primavera".